# Lečne
Lečne (nemško Linsendorf) je naselje v Občini Galicija v Okraju Velikovec na Koroškem v Avstriji.